# Халактырка
Халакты́рка (в верховье — Кирпи́чная) — река на юго-востоке полуострова Камчатка. Протекает по территории Елизовского района Камчатского края России, в черте города Петропавловск-Камчатский.

## Гидрография
Длина реки 24 км, площадь бассейна 207 км². Берёт исток из озера Плоского на высоте 224,9 м. В верховье река зарегулирована небольшим водохранилищем, ниже которого она течёт в неширокой долине среди сопок и имеет предгорный характер перед выходом на равнину. В среднем течении протекает через озеро Халактырское, впадает в Авачинский залив.
По продольной оси русла глубокие места с медленным течением чередуются с мелкими и, преимущественно, более узкими участками. Скорость течения на перекатах достигает 0,6 м/с, на плёсах 0,2-0,3 м/с. Самые большие глубины на плёсах находятся преимущественно центре водотока, но иногда и у одного из берегов. В местах сильного заужения русла находятся крупные каменными валуны. Грунт дна очень плотный, состоит из камней разной величины и гальки на песчаной подстилке, на плёсах нередко заилен. Часто самые большие камни на перекатах возвышаются над водой, они обрастают водорослевыми образованиями ярко-зелёного цвета.
Вода в реке Халактырка загрязнена, часть стоков из городской канализации сбрасывается сюда без всякой очистки.

## Притоки
Объекты перечислены по порядку от устья к истоку (км от устья: ← левый приток | → правый приток | — объект на реке):.
- 3 км: ← Толстый (Прибрежный?)[6]
- — п. Долиновка[7]
- 4 км: Крутобереговый, (1-я Крутоберегая)
- — озеро Халактырское

 — выше называется Кирпичная —
- [3]
- 18 км: Синиченская

## Гидроним
Ительменское название реки — Кылыты. Казаки-первопроходцы трансформировали название в Калахтырь, затем в Калахтырка, и наконец приняло современный вид.